# 青云镇 (万年县)
青云镇，是中华人民共和国江西省上饶市万年县下辖的一个乡镇级行政单位。

## 行政区划
青云镇下辖以下地区：
姚西社区、青云村、史桥村、乐华村、古阳村、姚源村、下湾村、西北村、荷塘村和东南村。